# Comuna Horodske, Korostîșiv
Horodske (în ucraineană Городська сільська рада) este o comună în raionul Korostîșiv, regiunea Jîtomîr, Ucraina, formată din satele Horodske (reședința), Novohorodețke și Vîsokîi Kamin.

## Demografie
Componența lingvistică a comunei Horodske
     Ucraineană (99,5%)
     Alte limbi (0,5%)
Conform recensământului din 2001, majoritatea populației comunei Horodske era vorbitoare de ucraineană (99,5%), existând în minoritate și vorbitori de alte limbi.